# Zelina (vattendrag i Kroatien)
Zelina är ett vattendrag i Kroatien. Det ligger i den nordöstra delen av landet, 22 km nordost om huvudstaden Zagreb.